# Karl Immanuel Nitzsch

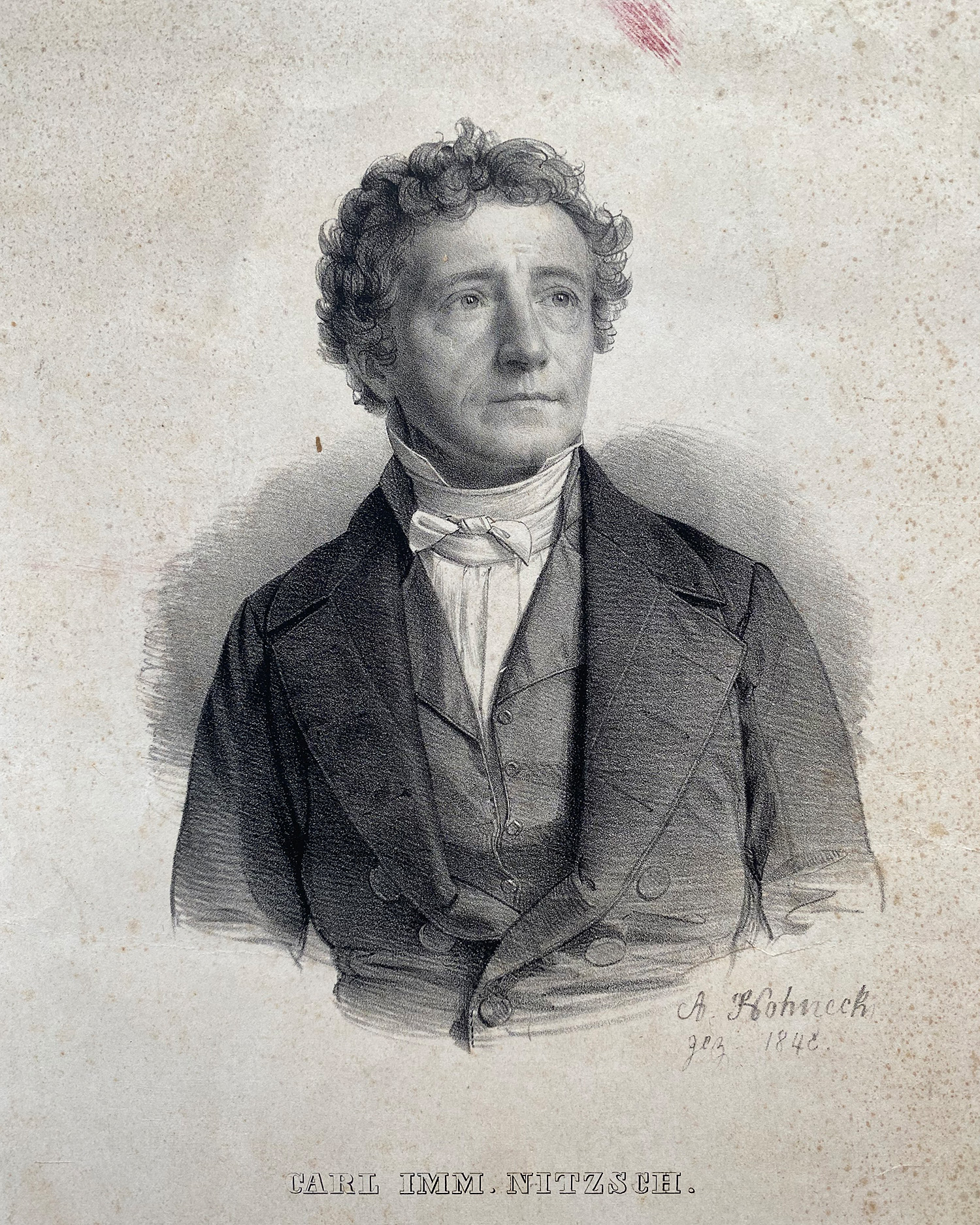
Karl Immanuel Nitzsch 1848

Karl (auch: Carl) Immanuel Nitzsch (* 21. September 1787 in Borna; † 21. August 1868 in Berlin) war ein deutscher evangelischer Theologe.

## Leben
Karl Immanuel Nitzsch wurde als Sohn des damaligen sächsischen Superintendenten Karl Ludwig Nitzsch und seiner Ehefrau Luise (geb. Wernsdorf) geboren. Nach dem Schulbesuch an der Schule in Pforta nahm er 1806 an der Universität Wittenberg das Studium der Philosophie, klassischen Philologie und evangelischen Theologie auf.
Geprägt durch seinen Vater, der seit 1790 als Theologieprofessor in Wittenberg sowie als Generalsuperintendent des sächsischen Kurkreises und als Pastor der Wittenberger Stadtkirche amtierte, erfolgte in Wittenberg 1809 die Promotion und 1810 die Habilitation. Nach der Prüfung für das geistliche Amt vor dem Dresdener Oberkonsistorium wurde Nitzsch 1811 Vikar an der Schlosskirche Wittenberg und erhielt 1813 die dritte Diakonenstelle an der dortigen Stadtkirche, verbunden mit einem Lehrauftrag an der Universität. Durch die französische Besatzung Wittenbergs wurde der Lehrbetrieb an der Universität 1813 eingestellt, so dass sich Nitzsch nur noch als Seelsorger betätigte. Aufgrund seiner ersten theologischen Veröffentlichung in deutscher Sprache (Theologische Studien) erhielt er 1817 auf Veranlassung Friedrich Schleiermachers die theologische Ehrendoktorwürde der Universität zu Berlin.
1817 wurde infolge der Beschlüsse des Wiener Kongresses die Universität Wittenberg mit der Universität Halle vereinigt und nach Halle verlegt. Als Ausgleich dafür wurde in Wittenberg durch Friedrich Wilhelm III. ein königlich preußisches Predigerseminar eröffnet. Nitzsch gehörte neben seinem Vater, der bis zu seinem Tod als Direktor amtierte, zum ersten Lehrpersonal und unterrichtete Geschichte des kirchlichen Lebens und Beredsamkeit. 1820 trat er das Amt des Propstes und des Superintendenten in Kemberg an und folgte im Mai 1822 einem Ruf der Universität Bonn als Professor für systematische und praktische Theologie.
Als Universitätsprediger und zweiter Stadtgeistlicher in Bonn, als Delegierter der Mülheimer Kreissynode (ab 1824), als Mitglied (seit 1835) und später Vizepräsident (1838) der rheinischen Provinzialsynode sowie als preußischer Oberkonsistorialrat (ab 1843) widmete sich Nitzsch vor allem der Überwindung der sich zwischen Konfessionalismus und Liberalismus zunehmend verhärtenden kirchenpolitischen Fronten sowie den kirchlichen Unionsbestrebungen. 1827/28 amtierte er als Rektor der Universität. Sein großer Einfluss brachte ihm die Bezeichnung eines „rheinischen Kirchenvaters“ ein.
Sein Engagement galt insbesondere dem eigenen liturgischen Recht der Kirche, das er im Agendenstreit gegen massive Eingriffsversuche des Königs verteidigte, dem kirchlichen Selbstverwaltungsrecht, das er durch eine Presbyterial- und Synodalverfassung verwirklicht sah, sowie einer möglichst freien Lehr- und Bekenntnisbindung für protestantische Geistliche. Ein Höhepunkt seines Wirkens war die Teilnahme an der Berliner Generalsynode von 1846, wo er sich erfolgreich dafür einsetzte, die Kirchenverfassung durch presbyterial-synodale Elemente zu ergänzen und die seit 1817 gültige Union durch eine Lehrordnung abzusichern. Sein Entwurf eines Ordinationsformulars wurde von konservativen Gegnern als „Nitzschenum“ verspottet. Die Beschlüsse der Generalsynode wurden zwar von König Friedrich Wilhelm IV. nicht umgesetzt, aber Kultusminister Friedrich Eichhorn setzte trotz der Bedenken des Königs 1847 eine Berufung auf eine Professur an die Universität Berlin durch.
Auch in Berlin war Nitschs kirchenpolitischer Einfluss groß. Er amtierte 1848/49 als Rektor der Universität, wurde 1852 in den Evangelischen Oberkirchenrat der Evangelischen Landeskirche in Preußen berufen und 1854, neben seiner Professur, zum Propst an St. Nikolai und zum 1864 Superintendenten an St. Marien. Im Frühjahr 1868 wurde er aus Alters- und Krankheitsgründen von seinen Ämtern entpflichtet. Auch im Evangelischen Kirchentag gehörte er zu den führenden Köpfen, schon ab 1848 als Mitglied im engeren Ausschuss, ab 1857 als Präsident.
1849 und 1852 wurde er von den Bürgern Berlins in die Erste Kammer des Preußischen Landtags gewählt.

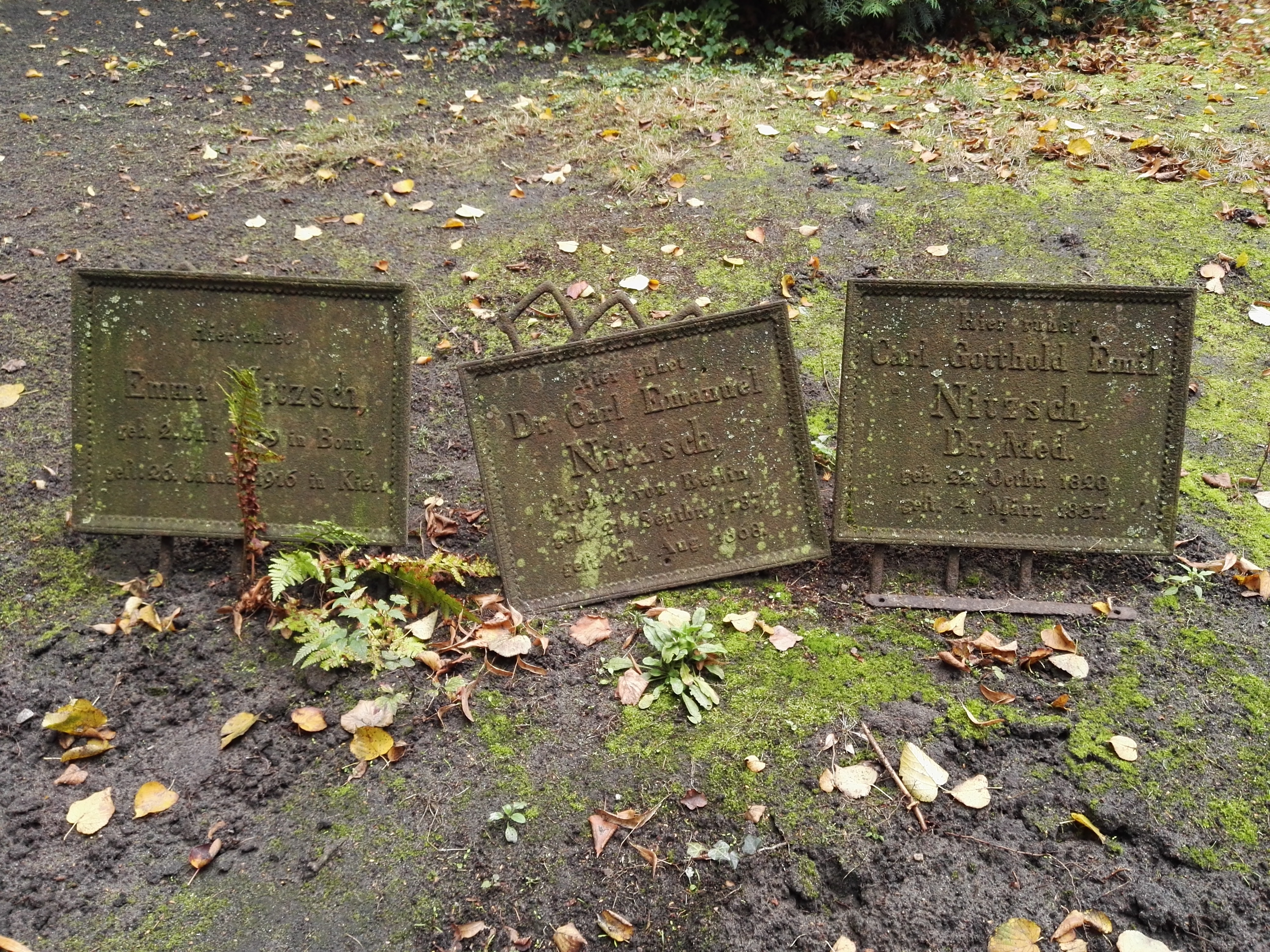
Grabstätte

Nitzsch war Ehrenmitglied des Berliner Wingolf. Er ist auf dem St.-Marien- und St.-Nikolai-Friedhof I in Berlin-Pankow bestattet.

## Theologische Bedeutung
Nitzsch war führend an der Etablierung der Vermittlungstheologie beteiligt, die zwischen dem althergebrachten theologischen Rationalismus und dem erstarkenden Neuluthertum eine Versöhnung von Glauben und Wissen anstrebte. 1828 gründete er mit Friedrich Lücke, Carl Christian Ullmann und anderen die Zeitschrift Theologische Studien und Kritiken, die über Jahrzehnte hinweg das wichtigste Organ der Vermittlungstheologen sein sollte. Auch an der kurzlebigeren Deutschen Zeitschrift für christliche Wissenschaft und christliches Leben (1850–1861) war er beteiligt. Sein dogmatisches Hauptwerk, das System der christlichen Lehre (zuerst 1829), erschien bis 1851 in sechs Auflagen. Die Disziplin der praktischen Theologie verdankt ihm eine umsichtige und anspruchsvolle Konsolidierung, die Nitzsch den Titel „Altmeister“ der praktisch-theologischen Wissenschaft eingetragen haben. Als profilierter Vermittlungstheologe reichte Nitzschs Einfluss weit über die Grenzen der theologischen Wissenschaft hinaus.

## Familie
Nitzsch war seit 1818 mit Emilie Schmieder verheiratet, einer Schwester des Theologen Heinrich Eduard Schmieder. Sein Sohn Friedrich August Berthold Nitzsch wurde ebenfalls Theologieprofessor.

## Werkauswahl
- De evangeliorum apokryphorum in explicandis canonicis usu et abusu. Dissertation Wittenberg 1809.
- De testamentis duodecim patriarchorum, fibro Veteris Testamenti. Habilitationsschrift Wittenberg 1810.
- Theologische  Studien. Erster Teil. 1816.
- Theologisches Votum über die neue Hofkirchen-Agende und deren weitere Einführung. Bonn 1824.
- System der christlichen Lehre. 1829.
- Ad theologiam practicam felicius excolendam observationes/Betrachtungen zu einer erfolgreichen Ausarbeitung der praktischen Theologie. Hrsg. v. Renate u. Reiner Preul. (1831) Waltrop 2006.
- Praktische Theologie. 3 Bde. Bonn 1847–1867.
- Urkundenbuch der Evangelischen Union mit Erläuterungen. 1853.
- Philipp Melanchthon. Vortrag 1855.
- Die Religion als bewegende und ordnende Macht der Weltgeschichte. Vortrag 1855.
- Über Lavater und über Gellert. 1857.
- Über die christliche Glaubenslehre für Studierende aller Fakultäten. Akademische Vorträge herausgegeben von E. Walther 1858.
- Predigten aus der Amtsführung in Bonn u. Berlin. Neue Gesamt-Ausgabe 1867.
- Geschichtliche Abhandlungen. 2 Bände 1870.